# 邵子南
邵子南（1916年—1955年12月24日），本名董尊鑫，字聚昌，中國四川省資陽市雁江區涼風鄉人。中國作家。

## 生平
他1933年初中畢業後即離家，1937年11月加入中國共產黨。之後他就一直在軍隊中生活，但一邊也創作小說與詩，《白毛女》的原作者，提供了《白毛女》故事原型，最早由邵子南的長詩創作，人物原型、姓名、故事梗概，皆與後來所謂集體創作的《白毛女》劇本相同，長期以來，邵子南《白毛女》原作者的名譽並未得到承認。
1942年出版了小說集《李勇大擺地雷陣》與詩集《組織》。
1949年，他擔任竹山縣委副書記，並完成《一個共產黨員成了神的故事》與《三尺紅綾》，後來又擔任任竹溪縣委副書記。
中華人民共和國建國之後，他曾擔任重慶廣播電臺台長、西南局宣傳部文藝處長、重慶市委宣傳部辦公室主任、重慶市政協常務委員、西南文聯副主席等職。他於1955年12月24日病逝於重慶，享年僅39歲。